# Доњи Крњин
Доњи Крњин је насеље у општини Лепосавић на Косову и Метохији. Површина катастарске општине Доњи Крњин где је атар насеља износи 619 ha. Припада месној заједници Лешак. Село се налази 8 km северозападно од Лепосавића, са леве стране тока Ибра. Изнад села, са северозападне стране издижу се брда Бандера (737м) и Шанац (709м). На источној страни природна граница је река Ибар. Надморска висина села у вишем делу износи 650м, а у нижем делу 451м. До села се долази сеоски путем, из правца Лешка и Дрена, преко бетонског моста на реци Ибар. Доњи Крњин добио је назив према положају села у односу на исто насеље (Горњи Крњин). Насеље је старијег постанка. У селу постоји старо црквиште и гробље.
Црквина се налази на брежуљку ближе Ибру у јужном делу села, највероватније је то била “латинска црква” подигнита у другој половини XIV века у области Рашке. Народ цркву назива Крња Јела. У селу се налази извор Врело са јачином воде од 60 литара у минути, са константном количином воде у току целе године. Извор је стављен под заштиту државе као споменик природе. Сточарство и земљорадња су данас као и у прошлости чинили основу привредног развоја села. У селу постоји четвороразредна основна школа, истурено одељење Основне школе “Стана Бачанин” у Лешку, а у селу постоје и трговинске радње.

## Демографија
- попис становништва 1948: 328
- попис становништва 1953: 350
- попис становништва 1961: 345
- попис становништва 1971: 316
- попис становништва 1981: 293
- попис становништва 1991: 275

У насељу 2004. године живи 277 становника и броји 77 домаћинстава. Данашњи родови су: Васовићи, Виријевићи, Радосављевићи, Вукомановићи, Чиплак, Симоновићи, Радојевићи, Трифуновићи, Томовићи, Бишевац.